# Spartochloa scirpoidea
Spartochloa scirpoidea är en gräsart som först beskrevs av Ernst Gottlieb von Steudel, och fick sitt nu gällande namn av Charles Edward Hubbard. Spartochloa scirpoidea ingår i släktet Spartochloa och familjen gräs. Inga underarter finns listade i Catalogue of Life.